# Boltzmann-állandó
A Boltzmann-állandó (k vagy kB) az a fizikai állandó, amely a test hőmérséklete és az azt felépítő részecskék mozgási energiája közötti kapcsolatban szerepel. 1 kelvin (vagy Celsius) foknyi hőmérséklet-emelkedés esetén valamely gáz minden molekulája szabadságfokonként átlagosan 1/2 k energiát vesz fel, vagyis a gáz egy molja Nk=R energiát.
Egy osztrák fizikusról, Ludwig Boltzmannról nevezték el, akinek fontos szerepe volt a statisztikus fizika kialakulásában, melyben fontos szerepe van ennek az állandónak. Kísérletileg meghatározott értéke (SI-egységekben, 2017-es CODATA adatok):
kB = 1,380649·10−23 J/K
Megkapható az egyetemes gázállandó [R=8,314 4621 J/(mol·K)] és az Avogadro-szám [NA=6,02214076·1023 mol−1] hányadosaként: k=R/NA.
Az SI-mértékegységrendszer a darabszámot, mint mértékegységet nem jelöli (illetve, jelölése 1). Tekintettel arra, hogy az Avogadro-szám a moláris mennyiség darabszámlálásából ered, ezért a Boltzmann-állandó is egyetlen darab elemi egységre vonatkozik: {\displaystyle {\frac {\mbox{J}}{{\mbox{db}}\ {\mbox{K}}}}}.

## Fizikai jelentősége
A k Boltzmann-állandó hidat jelent a makroszkopikus és a mikroszkopikus fizika között. Makroszkopikusan definiálhatunk egy gázskálát az abszolút hőmérsékletre, mely arányosan változik az ideális gáz p nyomásának és a V adott hőmérsékleten vett térfogatának szorzatával:
{\displaystyle pV\propto T}
A Boltzmann-állandó bevezetésével az egyenletet a molekulák mikroszkopikus tulajdonságaira vezethetjük vissza,
{\displaystyle pV=NkT\,}
ahol N a gázmolekulák száma, és k a Boltzmann-állandó. Ebből látható, hogy a kT meghatározó mennyisége a mikroszkopikus fizikának, amelynek energia dimenziója van, és meghatározza a molekulánkénti térfogat · nyomás szorzatot.